# فناپ‌زیرساخت
فناپ زیرساخت با نام کامل زیرساخت فناوری اطلاعات و ارتباطات پاسارگاد آریان نام شرکت ایرانی است که در زمینه ایجاد زیرساخت‌های فناوری اطلاعات، شهر هوشمند مرکز داده و تحول دیجیتال فعال است. این شرکت با قریب به ۹۰۰ کارمند، در حوزه‌های مختلف خودکارسازی (اتوماسیون) و هوش مصنوعی مانند حمل و نقل هوشمند، یکپارچه‌سازی زیرساخت شبکه، راهکارهای جامع و برنامه‌ریزی منابع سازمانی (شیوه گسترش‌یافته‌ای از ERP) فعالیت می‌کند.
این شرکت که خود را اپراتور صنعت هوشمند معرفی می‌کند درتملک شرکت فناوری اطلاعات و ارتباطات پاسارگاد آریان (هلدینگ فناپ) وابسته به گروه مالی پاسارگاد است.

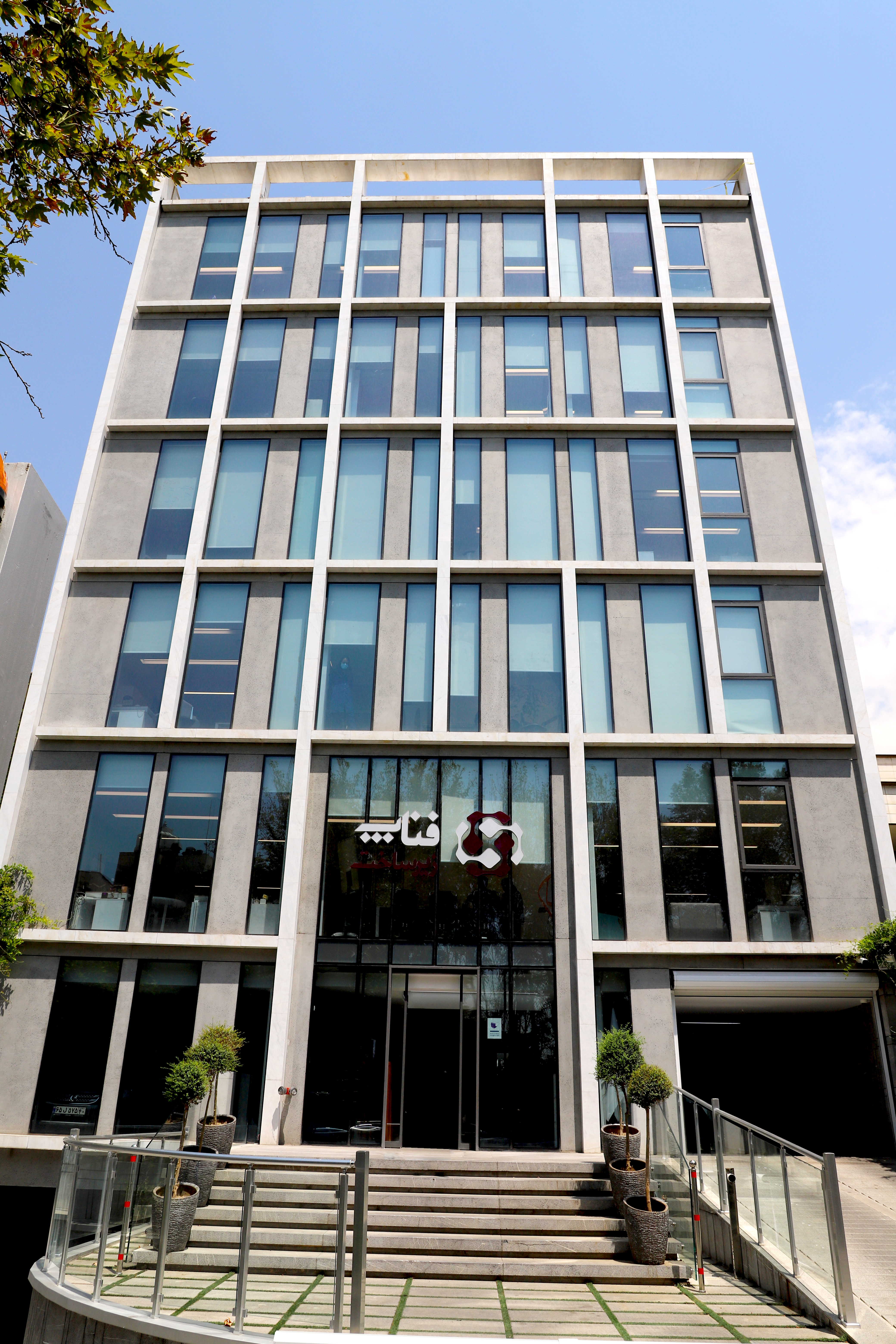
ساختمان فناپ زیرساخت در خیابان کیش - تهران

## تاریخچه
در سال ۱۳۹۳، شرکت فناپ قراردادی را با شرکت میدکو (با نام زیرساخت‌های میدکو) منعقد کرد که مواردی چون نظارت تصویری، ساخت و تأمین تجهیزات اتاق‌های سرور و ایجاد زیرساخت شبکه را در بر می‌گرفت. در آن زمان، شرکت فناپ چندین پروژه بزرگ و مهم در اختیار داشت که مدیریت آن پروژه‌ها، نیازمند واحدی برای راهبری برپایه نظام‌های استاندارد مدیریت پروژه بود، در نتیجه دفتر «مدیریت پروژه» در فناپ ایجاد شد و چون به‌طور خاص به امور مربوط به نرم‌افزار و سخت‌افزار می‌پرداخت، مدیریت پروژه زیرساخت (IPMO) نامگذاری شد تا محدوده فعالیت آن فقط در بخش زیرساختی باشد.
با اجرایی شدن الزام بانک مرکزی در زمینه محدود کردن تعداد شرکت‌های زیرمجموعه بانک‌ها، شرکت فناپ ادغام شرکت‌های خود را برای ایجاد واحد «زیرساخت» آغاز کرد. در این فرایند سه شرکت زیرمجموعه فناپ ادغام شدند و به شرکت «فناپ زیرساخت» پیوستند و در سال ۱۳۹۵ فعالیت رسمی فناپ زیرساخت آغاز شد.

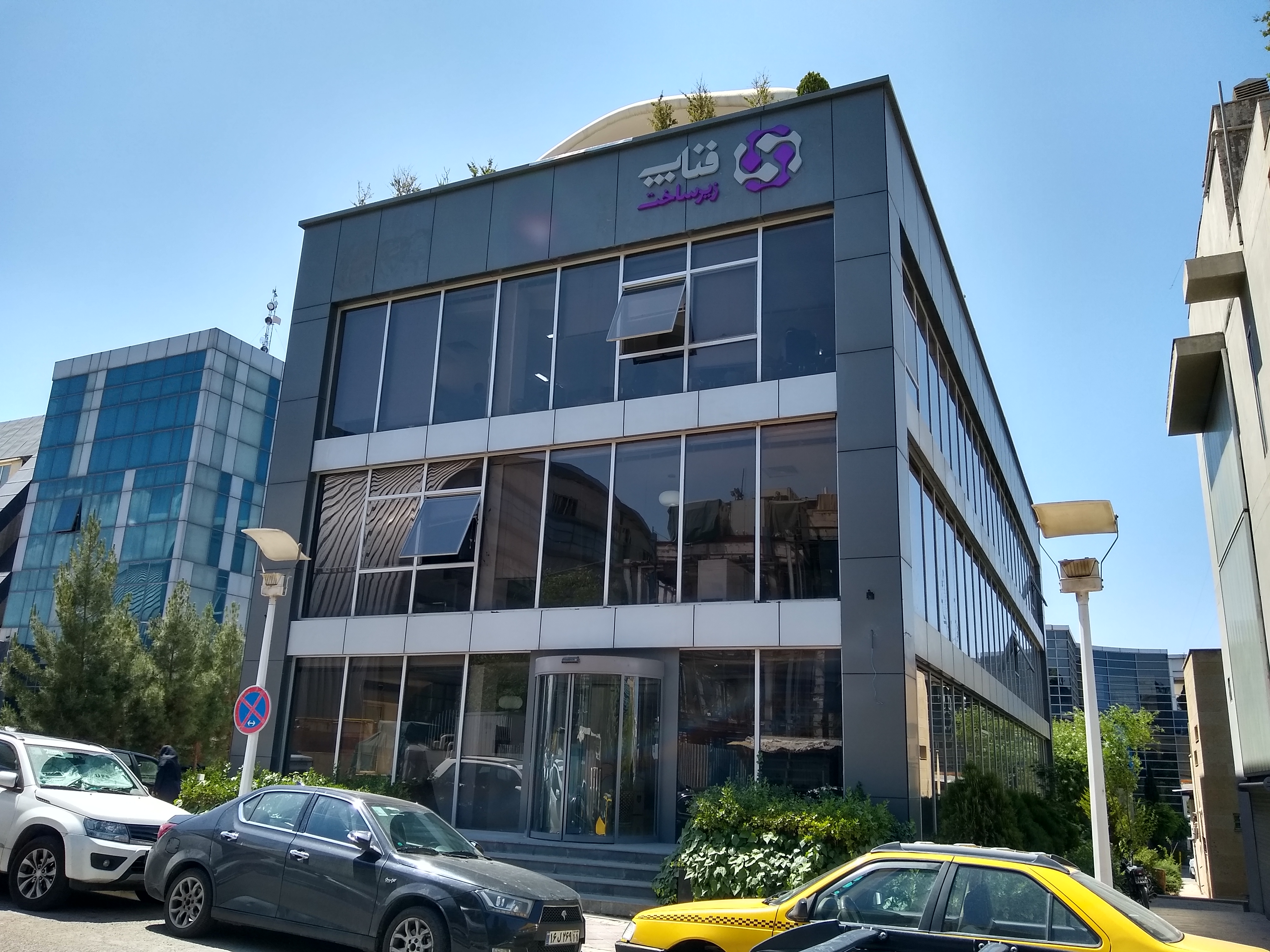
ساختمان فناپ زیرساخت در پارک فناوری پردیس

## زمینه‌های فعالیت

### هوشمندسازی صنعتی
کنتور هوشمند گاز طراحی شده در این شرکت نیز پلتفرمی در حوزه اینترنت اشیا است که کنترل، دریافت داده‌ها و مدیریت کنتورهای گاز را از راه دور امکان‌پذیر می‌کند.هدف برنامه «معدن‌کاری هوشمند» این شرکت، تحول همه‌جانبه در فعالیت‌های تجاری و سازمانی صنایع معدنی اعلام شده و در این زمینه گام‌های مهمی برای هوشمندسازی معادن میدکو برداشته شده‌است.
فناپ زیرساخت اکنون با استفاده از تصاویر ماهواره‌ای و تجزیه و تحلیل آنها با هوش مصنوعی، در حال بررسی نقاطی از تهران است که بیشترین فرونشست زمین در آنها رخ داده‌است. با مشخص شدن نقاط بحرانی شهر، اطلاعات لازم برای برنامه‌ریزی و اقدام مناسب در اختیار مدیریت شهری قرار می‌گیرد.

### راهکارهای اینترنت اشیا (IoT)
هموار کردن مسیر تحول دیجیتال صاحبان صنایع و اینترنت اشیا از نگاه مجمع جهانی اقتصاد، کلید اصلی تحول دیجیتال است. فناپ زیرساخت به‌عنوان اپراتور صنعت هوشمند از فناوری‌های پنج‌گانه اینترنت اشیا صنعتی، رایانش ابری، همزاد دیجیتالی، هوش مصنوعی و امنیت سایبری در راستای عملی شدن ایده کارخانه‌های هوشمند استفاده می‌کند. پلتفرم کنترل و مدیریت کنتورهای هوشمند، ساختمان هوشمند و پایش سلامت از راه دور از مهم‌ترین حوزه‌های فعالیت این شرکت در حوزه اینترنت اشیاست.

### برنامه‌ریزی منابع سازمانی (ERP)
به‌طور کلی هدف برنامه‌ریزی منابع سازمانی (ERP) حل مشکلات کسب و کارها با کاهش پیچیدگی فرایندهای دستی و ارائه کنترل روی فرایندهای ورودی/خروجی است. فناپ زیرساخت در این زمینه نرم‌افزار فنارپی (FANRP) را در حوزه تحلیل فرایندهای تولیدی و صنعتی ارائه کرده و مدعی است که فنارپی، نخستین ERP ایرانی در ابعاد کلان است که در این شرکت طراحی و پیاده‌سازی شده‌است. واژه فنارپی FANRP از دو واژه فناپ FANAP و ERP (مدیریت منابع سازمانی) اقتباس شده‌است.

### یکپارچه‌سازی زیرساخت
در یکپارچه‌سازی، مجموعه‌ای از سامانه‌ها که خود ترکیبی از چند زیرسامانه هستند، یکپارچه می‌شوند. برای مثال در یک پروژه افزون بر زیرساخت انتقال داده، سامانه‌هایی مانند مرکز داده، شبکه، امنیت، نظارت تصویری، کنترل تردد و … وظیفه یکپارچه‌سازی را بر عهده دارند.این موضوع به‌ویژه در یکپارچه‌سازی زیرساخت‌های صنایع معدنی بسیار مهم است و کمک می‌کند زیرساخت‌های آی‌تی از حالت جزیره‌ای خارج شده و با به اشتراک گذاشته شدن داده‌ها و تحلیل آنها، اعمال مدیریت بهینه و رسیدن به حداکثر بهره‌وری در صنعت ممکن شود.

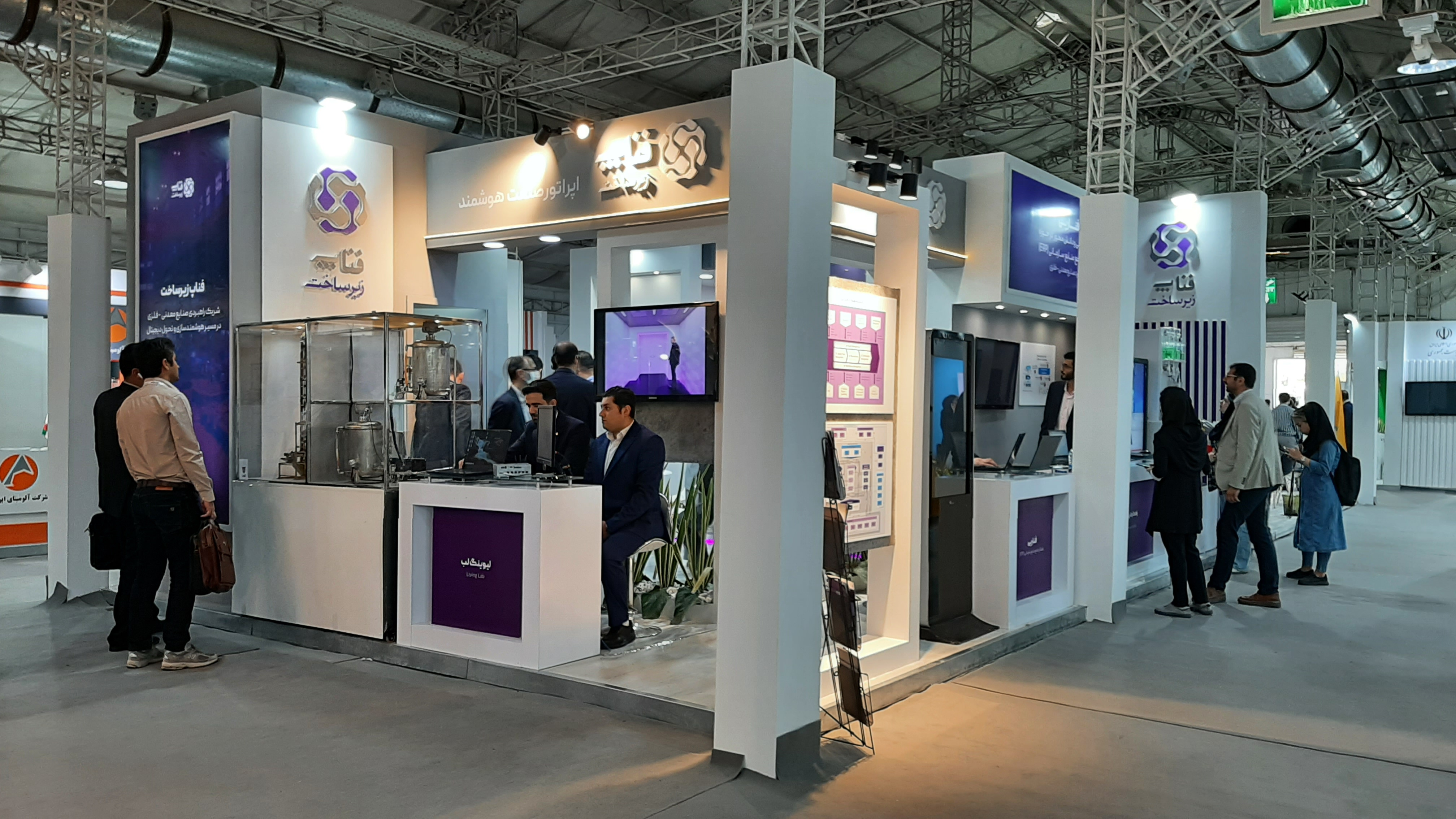
غرفه شرکت فناپ زیرساخت در نخستین نمایشگاه معدنکاری دیجیتال، هتل المپیک، تهران

### حمل و نقل هوشمند
طراحی، تولید و مدیریت دوربین‌های ثبت عبور از چراغ قرمز، سرعت‌سنج، سامانه کنترل محدوده طرح ترافیک، پرداخت الکترونیکی عوارض جاده‌ای (ETC)، پارکینگ حاشیه‌ای از محصولات فناپ زیرساخت در حوزه حمل و نقل هوشمند است. نرم‌افزار پلاک‌خوان فناپ زیرساخت در زمینه کنترل و مدیریت ترافیک با عنوان به‌خوان شناخته می‌شود.

## افتخارات و جوایز

### دریافت تندیس و تقدیرنامه دو ستاره جایزه ملی مدیریت مالی - ۱۴۰۰
در دوازدهمین دوره جایزه ملی مدیریت مالی که در ۲۸ دی ۱۴۰۰ برگزار شد شرکت فناپ زیرساخت از هلدینگ فناپ و وابسته به گروه مالی پاسارگاد در کنار شرکت فناپ تلکام موفق به دریافت تندیس و تقدیرنامه دو ستاره این جایزه شد.

### کسب رتبه ۲۶۷ در رتبه‌بندی ۵۰۰ شرکت برتر ایران در سال مالی ۱۳۹۹
در بیست و چهارمین همایش شرکت‌های برتر ایران (IMI-100) که در ۴ بهمن ۱۴۰۰ برگزار شد شرکت فناپ زیرساخت موفق شد رتبه ۲۶۷ شرکت‌های برتر کشور را به خود اختصاص دهد.

### کسب رتبه ۲۵۴ در رتبه‌بندی ۵۰۰ شرکت برتر ایران در سال مالی ۱۴۰۰
در بیست و پنجمین همایش شرکت‌های برتر ایران (IMI-100) که در ۳ بهمن ۱۴۰۱ برگزار شد، فناپ زیرساخت موفق شد رتبه ۲۵۴ شرکت‌های برتر کشور را به خود اختصاص دهد و جزو یکی از پنج شرکت برتر از نظر رشد سریع بین صد شرکت سوم معرفی شود.

### دریافت تندیس زبدگی دیجیتال و لوح افتخار نوآوری دیجیتال
در ششمین دوره ارزیابی ملی تحول دیجیتال که در ۴ بهمن ۱۴۰۱ در سالن الغدیر دانشکده مدیریت دانشگاه تهران برگزار شد، فناپ زیرساخت موفق به دریافت تندیس برنزین سطح دو زبدگی دیجیتال و لوح افتخار بخش اهتمام به نوآوری دیجیتال برای محصول سامانه جامع اندازه‌گیری هوشمند کنتور گاز شد.

### کسب تقدیرنامه سه‌ستاره جایزه مسئولیت اجتماعی مدیریت
در هفتمین کنفرانس ملی فرهنگ سازمانی، چهارم و پنجم بهمن ۱۴۰۱ در سالن همایش‌های دانشگاه خاتم برگزار شد، تقدیرنامه سه ستاره هفتمین جایزه مسئولیت اجتماعی مدیریت (MSR AWARD) به فناپ زیرساخت تعلق گرفت.

### دریافت تندیس و لوح افتخار سه‌ستاره مدیریت مالی - ۱۴۰۱
در سیزدهمین دوره جایزه ملی مدیریت مالی ایران که ۱۱ بهمن ۱۴۰۱ در سالن اجلاس سران برگزار شد، فناپ زیرساخت تندیس و لوح افتخار سه‌ستاره مدیریت مالی را دریافت کرد.

### برنده تندیس توسعه فناوری در نخستین همایش بنگاه، فناوری و رشد اقتصادی - ۱۴۰۱
در همایش «بنگاه، فناوری و رشد اقتصادی» که شنبه ۲۰ اسفند ۱۴۰۱ در محل دائمی نمایشگاه بین‌المللی تهران برگزار شد، از تلاش شرکت فناپ زیرساخت در توسعه فناوری با حضور وزرای صمت و علوم، تحقیقات و فناوری و معاون علمی و فناوری رئیس‌جمهور تقدیر شد.

### برنده تندیس زرین ارتباطات آفرینان در نخستین جشنواره ارتباط آفرینان
فناپ زیرساخت، در نخستین جشنواره ارتباط آفرینان و در میان شرکت‌های پیشران اقتصاد مولد ایران، به عنوان برگزیده نخست جشنواره، شناخته شد و در آیین پایانی جشنواره که دوشنبه ۱ خرداد ۱۴۰۲ در سالن همایش‌های مجمع کارآفرینان برگزار شد، تندیس زرین جشنواره را دریافت کرد.